# 360 Total Security
360 Total Security — програма, розроблена компанією Qihoo 360, яка розташована у Китаї.
Також має: "360 zip", "Брандмауер" та інші функції, частина є безкоштовними, але корисними.